# 新生活運動

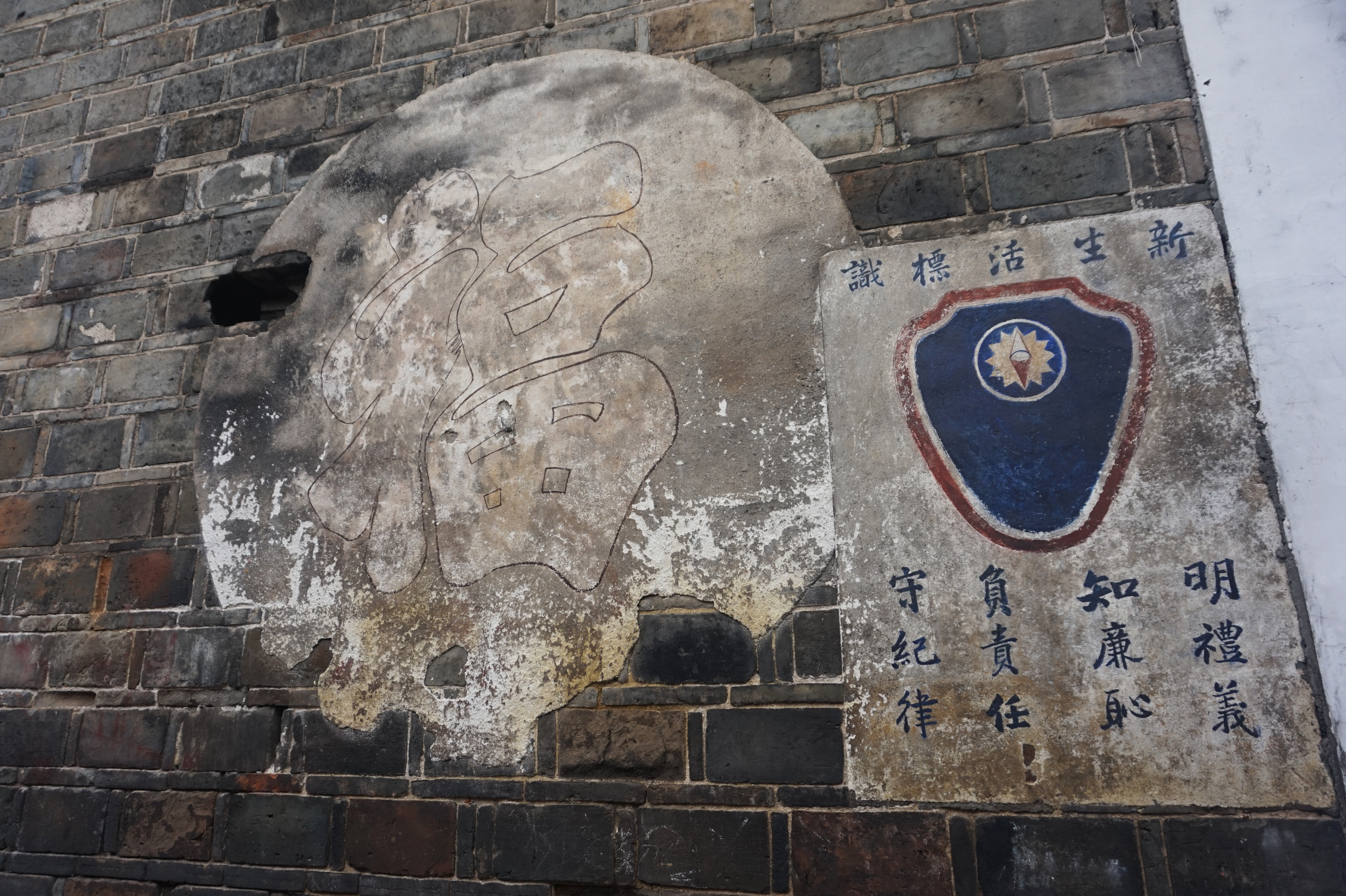
湖南省洪江市黔城镇留存的新生活运动标识。青天白日是中国国民党标识中常用的设计元素，所书内容“明礼義、知廉耻、负责任、守纪律”亦是中華民国大陸时期常见铭言。

新生活運動，簡稱「新運」，是1934年至1949年中華民國政府推出公民教育運動，橫跨八年抗戰，提倡紀律、品德、秩序、整潔等，一再教導人民禮義廉恥，不要隨地吐痰、隨地扔垃圾，養成整潔習慣等。最後因中華民國政府於1949年內戰失利「暫停辦理」。新生活運動是儒家思想和基督教思想所造成之一種混合物:4。

## 緣起
「新生活運動」這個名詞最早見於1934年2月17日，蔣中正在南昌於調查設計會所作的演說《新生活運動發凡》。:69演說中，蔣中正指出：
所謂革命者，即依據一種進步的新思想（主義），以人力徹底改進各個人以至整個國家之生活形態之謂。簡言之，革命即生活形態之改進也。吾國革命之所以迄今尚未成功，即在於全國國民之生活形態始終無所改進。
他提出「新生活」是「先求全國國民於食衣住行四項實際的基本生活能澈底改進之一種社會教育的運動」:69，是使國民革命得以成功，中華民族得以復興的手段。2月19日，江西南昌各界500多人齊集百花洲附近之樂群電影院，參加擴大之總理紀念週:101。剛從南京過完春節回到南昌行營，蔣在會上發表題為《新生活運動之要義》講演，正式揭開新生活運動之序幕:101。「新生活運動之要義，如狂風掃蕩社會的落後狀況，並以柔風鼓吹社會的生活力與正當精神。」

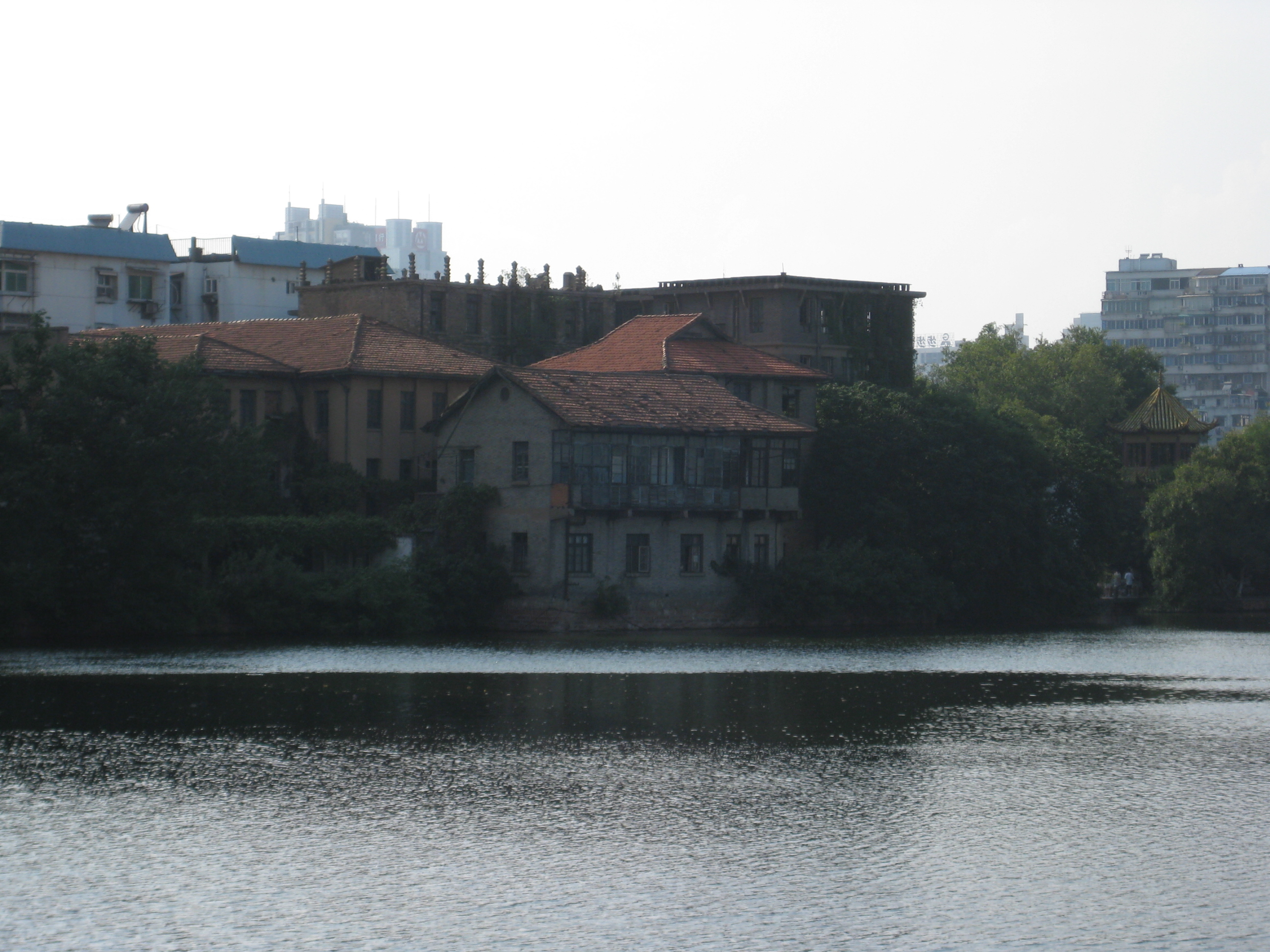
南昌行营旧址

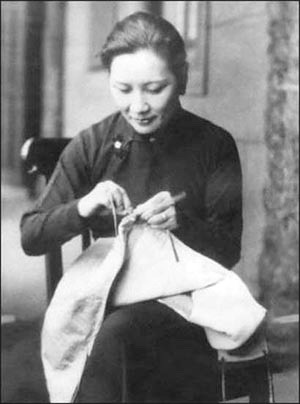
宋美齡於新生活運動中縫衣照，後任新生活運動婦女指導委員會指導長。

其實，與新生活運動有關準備，尤其在思想方面，早已有跡可尋。1932年4月，蔣中正對中央政治學校學生所作的演說《人格與革命》中即提出，除了「親愛精誠」四字以外，尚要加上「禮義廉恥」，方能「挽救墮落的民德和人心」、「改造革命的環境」、「確定我們革命的基礎」。:498他又發表《復興民族之根本要務——教養衛之要義》，說明「禮義廉恥」的重要，謂唯有教育和禮義廉恥「纔是復興的唯一工具」，又從古人所謂「禮義廉恥，國之四維；四維不張，國乃滅亡」引申出「四維既張，國乃復興」的結論。:64－65
新生活運動以「禮義廉恥」為重要思想，這是蔣介石對挽救中國危亡的一貫看法。他強調這是和孫中山思想一脈相承。國父孫中山在《三民主義》裏提出恢復中國民族地位的方法之一，乃係恢復固有的道德。他認為中國人在接受新文化的同時，萬不能將舊文化中的精華，例如固有的「忠孝仁愛信義和平」（即後來蔣中正口中之「八德」）等舊道德視為糟粕一併放棄，必須予以保存且發揚光大，方能使民族地位得以恢復，因為這些正是中國比外國優越之處。:65－74由是，中國國民黨奉為圭臬的《三民主義》是新生活運動的合法性來源與理論權威。
新生活運動在思想層面上，融合了中國傳統禮教等级思想、国家主义，以至基督教價值觀元素，這可見於蔣發起新生活運動過程中的言論與做法。
有謂蔣中正在巡視時看見一個吸紙煙小孩，有感國民生活不堪，萌生發起新生活運動的意念。對蔣中正這件「軼事」的說法甚多，這事道出了新生活運動出發點——從國民基本日常生活做起，務求達到全面社會風氣革新。

## 內容

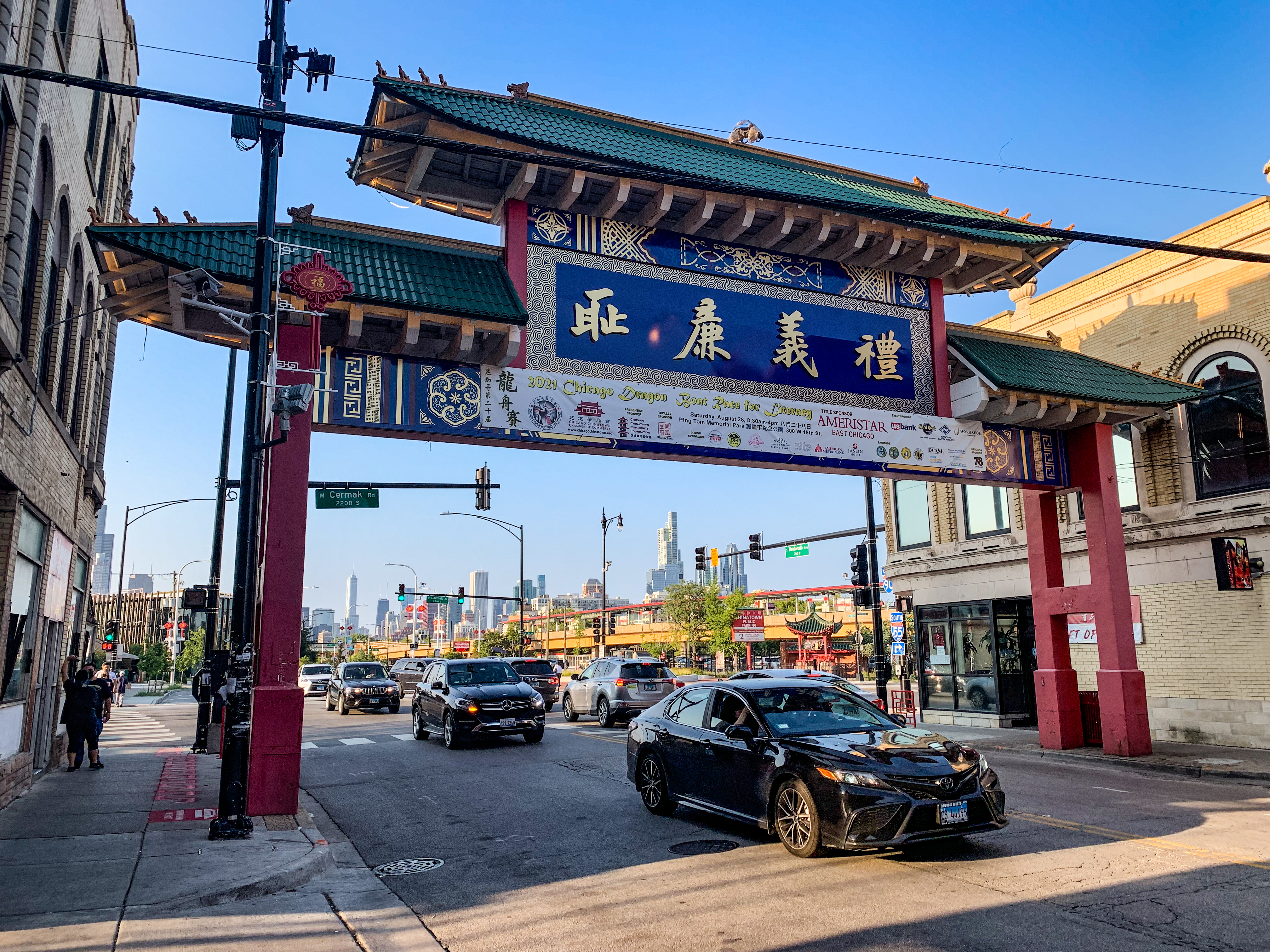
芝加哥唐人街牌楼背面，上书“礼义廉耻”。

蔣強調新生活運動之基本要求是生活革命:105。即通過生活層面之革新再造，使中國傳統倫理道德——禮義廉恥之精神發揮出來，進而達到更高目標，找到「今日立國救民唯一之要道」:105。要民眾把“禮義廉恥”結合到日常“食衣住行”各方面。“禮義廉恥”（四維）是新生活運動中心思想。新生活運動想要做到，不僅是表面市容清潔、謹守秩序，而是“要改革社會，要復興一個國家和民族”1。蔣理想化地希望新生活運動能使人民改頭換面，具備“國民道德”和“國民知識”，從根本上革除陋習。

### 三化
如果說“禮義廉恥”是新生活運動理論基礎，則“三化”就是實踐理論行動指引，在各篇演講中強調務必達到軍事化嚴格標準。規矩、清潔活動，“三化”原則（“生活藝術化、生活生產化、生活軍事化”）及勞動服務運動是蔣為新生活運動規定之要求，但是蔣發起此運動，目標並不僅止於此:104。此「三化」在〈新生活運動的意義與推行之方法〉一文中有簡單指示：
|  | 新運的目標，在使國民之生活軍事化，生產化，與藝術化。軍事化者：在使一般國民能重秩序，守紀律，一切動作能迅速確實，共同一致。生產化者：在使一般國民能消極的崇尚儉樸，減少消費，愛用國貨；積極的更能勤苦工作努力生產，多為社會服務。藝術化者：在使一般國民能尚整齊，愛清潔，一切事物由整潔而自然美觀……。 |

所謂「藝術化」，就是以「藝術」為「全體民眾生活之準繩」，告別「非人生活」，力行「持躬待人」並以傳統之提倡「禮、樂、射、御、書、數」六藝為榜樣，以藝術陶養國民，以達「整齊完善，利用厚生之宏效」。
所謂「生產化」，則旨在「勤以開源，儉以節流，知奢侈不遜之非禮，不勞而獲之可恥」，從而「救中國之貧困，弭中國之亂源」。
而「軍事化」在《新生活綱要》中列於最末，但卻是「新生活」的核心所在。在《新生活運動之要義》中蔣中正即有這樣的陳述：
|  | 我現在所提倡的新生活運動是什麼？簡單的講，就是使全國國民的生活能夠徹底軍事化！……勇敢迅速，刻苦耐勞……能隨時為國犧牲！……養成這種臨時可以與敵人拚命為國犧牲的國民，就要使全國國民的生活軍事化。所謂軍事化，就是要整齊、清潔、簡單、樸素，也必須如此，才能合乎禮義廉恥，適於現代生存，配做一個現代的國民！ |

蔣舉日本人民之能「洗冷水臉」、「吃冷飯」的例子來說明日本人「早已軍事化了，所以他們的兵能夠強」，故此要求中國人民達致同樣的標準。由此可見，提倡軍事化生活之目的，乃在於「安內攘外」，藉此提高國民政府動員人民之能力，一方面與中共抗衡，同時也為準備對付來自日本的威脅。
1936年，蔣中正又在演說〈新生活運動第二期目的和工作要旨〉中將「軍事化」等同「現代化」：
|  | 所謂「現代化」者，就是要「科學化」、「組織化」和「紀律化」，概括的說，就是「軍事化」……由此可知我們的生活要「科學化」、「軍事化」的意思，就是要徹底剷除過去一切虛偽自私含糊，因循苟且等一切不適合現代的積習，實實在在力行「整齊、清潔、簡單、樸素、迅速、確實」的新生活。 |

總括而言，蔣中正的想法是從人民的基本生活開始，改善其習慣與素質，以達致「救國」、「復興民族」的目標。

### 活動
新生活運動總會曾於1935年3月發出三份對如何實行“三化”作了極詳盡規定的文件。文件條目分明，內容瑣碎，對人民生活方式規定嚴格，如生活藝術化的“有暇時常至野外旅行”；生活生產化的“年未滿六十歲者，不得設宴祝壽”；生活軍事化的“提倡冷水洗浴”。
除了由個人生活做起，新生活運動促進會也舉辦各種活動。參考各省市的工作概況 ，戰前的新生活運動工作大致不外乎提倡清潔和守規矩。“規矩”方面有守時運動、節約運動、升降旗禮等；“清潔”則有夏令衛生運動、清除垃圾和污水、滅蠅競賽等。亦有針對愚民陋習、不良風氣的活動，如識字運動、禁煙消毒（即禁毒）運動等。由於新生活運動力圖直接干涉物質生活與經濟，有學者如James Thomson將新生活運動称為「建基於牙刷、老鼠夾與蒼蠅拍的民族復興運動」。
日本首相阿部信行在戰前曾說：「中國有三件不可輕視的大事，就是整理軍備、整理財政和新生活運動。」

## 組織
1934年2月21日，南昌新生活運動促進會成立:102。蔣自任會長，鄧文儀任主任幹事，蕭純錦任副主任幹事，李煥之任書記。次日，新生活運動促進會召開首次幹事會議，研究制定新生活運動推向社會各項規劃、章程，會議決定以南昌為試驗區，逐步推行:102。3月11日，新生活運動促進會在南昌公共體育場召開新生活運動市民大會，南昌20餘萬市民中有10萬人被要求參加大會，這在南昌城中前所未有:102。蔣中正、宋美齡夫婦出席大會，蔣發表《力行新生活運動》演說:102。統領全國各地新生活運動之工作。3月18日，南昌新生活運動促進會又組織市民新生活運動提燈大會。
1934年6月，蔣中正親自擬定《新生活運動綱要》，7月頒行全國:103。7月1日，新生活運動促進總會成立，蔣仍任會長，熊式輝、鄧文儀分任主任幹事和副主任幹事:103。新生活運動促進總會設調查、設計、推行三個部門。简称“新运总会”，各地组织简称“新运会”。
1935年年底，蔣中正在南京就任行政院長，當時新生活運動已發展至全國，新生活運動促進總會遷至南京，熊式輝因仍任江西省政府主席而不能赴京兼任新生活運動職務，是以改由錢大昀任主任幹事。
1936年2月，新生活運動促進總會在南京下設婦女指導委員會（简称“妇指会”），宋美齡任指導長。到1938年5月，国统区的妇女抗日救亡团体已有105个。其中影响最大的两个全国性的组织是中国妇女抗敌后援会和中国妇女慰劳自卫抗战将士总会（简称“妇慰总会”）。1938年5月1日，宋美龄在庐山召开各界妇女座谈会，与会者48人，包括中共代表邓颖超、孟庆树，决定将新生活指导委员会改组成全国性领导妇女参加抗战建国的总机构；会议还通过了国统区妇女运动的共同纲领《动员妇女参加抗战建国大纲》，提出抗战时期妇女工作的任务是：“有计划有组织地来推动全国妇女大众，参加神圣的抗战建国工作”，各党派团结合作是抗战最大需要。1938年7月1日，改组成立新生活运动妇女指导委员会（简称“妇指会”），成为包括各党派妇女代表人物参加的、具有鲜明统一战线性质的妇女救亡组织。改组后的妇指会作为全国性的妇运领导机构吸收了国民党、共产党、救国会、基督教会、无党派等各方面的妇女代表。设在武汉：
- 常务委员：李德全、吴贻芳、曾宝荪等10人
- 指导委员：曹孟君（南京妇女救国会，地下党员）、邓颖超、孟庆树、康克清等36人
- 总干事：张蔼真（基督教女青年会）
- 副总干事：陈纪彝（基督教汉口女青年会总干事）
- 总务组：组长谢兰郁（无党派）
- 训练组：组长刘清扬（救国会），皖南事变后黄翠峰（黄翠凤），1942年8月张蔼真兼
  - 指导股长郭见恩
- 文化事业组：组长沈兹九（救国会，主编《妇女生活》），1941年1月冰心，1941年7月李曼瑰
  - 编辑股长罗琼
  - 通俗教育股长罗叔章
- 生产事业组：组长俞庆棠（无党派）、1939年初张惠文。
- 生活指导组：组长黄佩兰（国民党）
- 慰劳组：组长唐国桢（国民党），1942年8月黄翠峰
- 儿童保育组：代理组长钮珉华（女青年会全国协会经济干事，天主教）、胡惇五、1941年陈纪彝代理、1942年8月熊芷
- 战地服务组：组长陈逸云（国民党）。1941年3月并入慰劳组。
- 联络委员会：主任史良（救国会）。1942年张蔼真兼，1944年11月刘我英代理
- 乡村服务组；1939年10月增设。组长谢纬鹏（国民党）、王敏仪

皖南事变后，共产党员和左派人士撤出，妇指会完全失去了统一战线组织的性质，不再发挥妇女界团结抗战的领导机构和活动阵地的作用，而是演化成为一个从事抗战工作和社会福利事业的民众团体。
1936年3月，新生活運動促進總會組織略有變更，改正、副主任幹事為總幹事、副總幹事，由黃仁霖任總幹事，負責實際工作。此後，新生活運動組織仍在擴大。改設計、調查為學校、訓練兩部門。

## 推行
歌曲作为新生活运动社会教育方式之一。新生活歌曲主要有：《新生活》、《好国民》、《国民道德》、《有礼貌》、《扶老助弱》、《勇于认过》、《敬尊长》、《明是非辩曲直》、《爱弟妹》、《意志要坚定》、《见义勇为》、《遵守秩序》、《纯洁的心》、《自省歌》、《爱惜公物》、《公共卫生》、《整容仪》、《衣服要朴素》、《成功告诉我》、《节俭》、《身体常运动》、《吃饭时的礼貌》、《节饮食》、《室内的卫生》、《正当的娱乐》、《用国货》、《实行新生活》、《新生活运动歌》、《新生活须知歌》、《青年服务团团歌》等。

## 戰時情況
抗戰開始後，新生活運動即與抗戰前有明顯分別。
思想方面，抗戰前以「四維」規範人民日常生活，戰時則強調紀律、節約和犧牲精神，要求人民時時刻刻不忘抗敵。蔣中正曾將「禮義廉恥」口號釋為「犧牲自己的全部利益，全心全意奉獻給國家」，此外，也將「『禮』是規規矩矩的態度。『義』是正正當當的行為。『廉』是清清白白的辨別。『恥』是切切實實的覺悟」，在1939年新生活運動五週年時，修訂成「嚴嚴整整的紀律」、「慷慷慨慨的犧牲」、「實實在在的節約」、「轟轟烈烈的奮鬥」，這都是為了鼓勵軍民奮力抗戰。
此外，新生活運動促進總會在抗戰時遷到漢口，到後來遷至重慶，工作已由原本着重道德生活教化，轉為一個「無所不包、無所不是」的運動。隨着抗戰需要，節約獻金、空襲救濟、搶救難童、成立傷兵之友社，以及在重慶成立陪都新生活運動模範區等，都成了新生活運動工作範圍。雖然新生活運動成效於戰前一直不如理想，但新生活運動組織網絡和動員能力，卻為戰時服務提供方便，對抗戰作用正面。

## 終結
抗戰勝利後，中國旋即內戰，國民政府無力兼顧新生活運動。新生活運動總會因此面臨經濟困難。1946年2月，新生活運動總會遷回南京。
1949年，蔣中正指令：目前暫時把新生活運動一切活動，停止辦理:111。蔣悄悄指示總幹事黃仁霖「暫停辦理」，後來更消聲匿跡，再沒有恢復，歷時15年新生活運動無疾而終，因此有人稱「這個運動已經走到盡頭了」。
1960年代，中華民國政府推出中華文化復興運動，被認為是新生活運動的延續。

### 引用
1. ↑  中國共產黨中央委員會統一戰線工作部《抗日民族統一戰線文件選編》上冊，檔案出版社，1984年9月
2. ↑  岳渭仁、冬卉、向東華、曉晴 (编). . 西安: 三秦出版社. 1994. ISBN 7-80546-784-6.
3. 1 2  秦孝儀主編：《先總統　蔣公思想言論總集》卷十二，臺北：中國國民黨中央委員會黨史委員會、中央文物供應社，1983年
4. ↑  蔣中正，《新生活運動發凡》，載秦孝儀主編《先總統　蔣公思想言論總集》卷十二，第69頁
5. 1 2 3 4 5 6 7 8 9 10 11 12  陳鐵健、黃道炫著，《蔣介石與中國文化》，香港：中華書局，1992年4月
6. ↑  此次紀念週共有五萬多人參加，見關志鋼著：《新生活運動研究》，深圳海天出版社1999年版，第73頁。《新生活運動之要義》演說內容，載秦孝儀主編，《先總統　蔣公思想言論總集》卷十二，第70－80頁
7. ↑  蔣介石：《人格與革命》，載秦孝儀主編《先總統　蔣公思想言論總集》卷十
8. ↑  《管子·牧民》：「国有四维，一维绝则倾，二维绝则危，三维绝则覆，四维绝则灭。倾可正也，危可安也，覆可起也，灭不可复错也。何谓四维？一曰礼、二曰义、三曰廉、四曰耻。」
9. ↑  蔣中正：《復興民族之根本要務——教養衛之要義》，載秦孝儀主編《先總統　蔣公思想言論總集》卷十二
10. ↑  蔣中正：《增錄民生主義育樂兩篇補述》，刊孫中山：《三民主義》民族主義第六講，臺北：正中書局，1993年
11. ↑  蔣中正於1935年9月29日嘗於成都出席四川省黨部擴大總理紀念週致訓詞，即以大量篇幅複述《民族主義》第六講之內容，以為其以道德救國之根據。參見蔣中正：《救國之道在以教育發揚四維八德》，載新生活運動促進總會編：《民國二十四年全國新生活運動》（上），臺北：文海出版社，1989年，第27－44頁
12. ↑  Thomson, James C., Jr., While China Faced West – American Reformers in Nationalist China, 1928-1937. Cambridge, Massachusetts, Harvard University Press, 1969, p.152.
13. ↑  按蔣中正本人在《新生活運動之要義》一文中稱，他是在車上看到「一個小學生吸紙煙」；鄧文儀則有回憶謂蔣中正在閩變視察前方期間「看到一位三歲小孩吸煙，大為感觸，故返南昌後，竭力推行新生活運動。」（鄧文儀訪問，1972年7月19日於臺北，轉引自鄧元忠《新生活運動之政治意義闡釋》，載《抗戰前十年國家建設史研討會論文集1928-1937》上冊，臺北：中央研究院近代史研究所，1984年，第36頁；至於James Thomson則引1934年3月21日《字林西報》（North China Herald）報道，謂蔣看到「一個二十來歲穿着校服的小伙子啣着煙在街上與人打罵着」（a boy of 20 in student's uniform with a cigarette in his mouth quarrelling and fighting in the street），見Thomson, p.156.
14. ↑  新生活運動總會幹事賀衷寒說得透徹：五四新文化運動「徒使國民思想解放」，「而邪說遂乘機侵入，國民之精神生活與物質生活遂陷入於危機。」「新生活運動唯一的目的，就是要把『五四』的新文化運動底破壞運動，改變成一個建設運動。『五四』是把中國固有的精華完全不要，今天的新生活運動，是把中國固有的精華加以發揚」，見賀衷寒，《新生活運動之意義》，《新生活月刊》創刊號
15. ↑  James C. Thomson, Jr. While China Faced West: American Reformers in Nationalist China, 1928-1937, p.157.
16. ↑  李功勤，幼獅文化，百年大業－中華民國發展史，ISBN 978-957-574-769-5，第82頁
17. 1 2  李新總主編，中國社會科學院近代史研究所中華民國史研究室編，《中華民國史》第八卷，北京：中華書局，2011年7月，第351頁
18. 1 2 3  李新總主編，中國社會科學院近代史研究所中華民國史研究室編，《中華民國史》第八卷，北京：中華書局，2011年7月，第358頁
19. ↑  夏蓉：“抗战时期妇女指导委员会的组织与人事探析”，《历史教学问题》，2010年第2期，第80-86页。
20. ↑  李新總主編，《中華民國史》第八卷，北京：中華書局，2011年，第362頁
21. ↑  《黃仁霖回憶錄》，台北：傳記文學出版社，1984年，第64頁

### 史料及當時論著
- Young, C. W. H., New Life for Kiangsi.  Shanghai: 1935.
- 《新生活運動言論集》。南京：中國國民黨中央執行委員會宣傳委員會，1935年。
- 《新運十四週年紀念特輯》。臺北：臺灣省新生活運動促進會，1948年。
- 《蔣夫人思想言論集》。臺北：蔣夫人思想言論集編輯委員會，1966年。
- 蔣宋美齡 著，王亞權、李萼 編纂：《蔣夫人言論集》。臺北：中華婦女反共聯合會，1977年。
- 秦孝儀 主編：《先總統　蔣公思想言論總集》。臺北：中國國民黨中央委員會黨史委員會、中央文物供應社，1983年。
- 新生活運動促進總會 編：《民國二十三年新生活運動總報告》。臺北：文海出版社，1989年。
- 新生活運動促進總會 編：《民國二十四年全國新生活運動》。臺北：文海出版社，1989年。
- 新生活叢書社：《新生活運動須知》。南京：出版者不詳，1935年。
- 蔣介石 等 著、貝警華 編：《新生活論叢》。上海：青年出版社，1934年。
- 蕭繼宗 主編：《新生活運動史料》（革命文獻第68輯）。臺北：中國國民黨中央委員會黨史委員會，1975年。

### 論著及研究
英文書籍
- Ch'en, Han-ming, New Life for Kiangsi. Shanghai: The China Publishing Company, 1935.
- Thomson, James C., While China Faced West: American Reformers in Nationalist China, 1928-1937., Cambridge, Massachusetts: Harvard University Press, 1969.

英文論文
- Bhattacharyya, A.K：《Regeneration of China on the Principles Underlying The New Life Movement》（《以新生活運動所根據的原則求中國的復興》）。載《珠海學報》16期，1988年10月。
- Dirlik, Arif, 'The Ideological Foundations of the New Life Movement: A Study in Counterrevolution'.  Journal of Asian Studies, 34:4, Aug. 1975, pp. 945–980.
- Federica Ferlanti, “The New Life Movement in Jiangxi Province, 1934–1938”, Modern Asian Studies, Vol.44 no.5 (Sep., 2010), pp.961-1000

中文及中譯書籍
- 【美】費正清、費維愷 主編：《劍橋中華民國史》（上、下）。北京：中國社會科學出版社，1998年。
- 汪榮祖、李敖：《蔣介石評傳》（上）。臺北：商周文化事業股份有限公司，1995年。
- 張玉法：《中國現代史》。臺北：東華書局，1999年。
- 張玉法：《中華民國史稿》。臺北：聯經出版事業公司，1998年。
- 劉健清、王家典 等 主編：《中國國民黨史》。南京：江蘇古籍出版社，1992年。
- 關志鋼：《新生活運動研究》。深圳：海天出版社，1999年。ISBN 7806159592

中文及中譯論文
- 雷祥麟：《習慣成四維：新生活運動與肺結核防治中的倫理、家庭與身體 （页面存档备份，存于）》。載《中央研究院近代史研究所集刊》第74期（民國100年12月），133-177。
- 黃金麟：《醜怪的裝扮：新生活運動的政略分析 （页面存档备份，存于）》。載《台灣社會研究季刊》第30期，1998年6月。
- 何思瞇：《新生活運動促進總會婦女指導委員會之研究（民國二十五年至三十四年）》。載《國史館館刊》復刊第9期，1990年。
- 卓心美：《新生活運動在倫理教育上的意義與價值》。載《近代中國》54期，1986年8月。
- 林頌華：《試論新生活運動的特點與效用》。載《江西師範大學學報（哲學社會科學版）》，28：2，1995年5月。
- 段瑞聰：《抗日戰爭時期之新生活運動》。載《近代中國》131期，1999年6月。
- 張天任：《抗戰時期的新生活運動（一九三七—一九四五）》。載《近代中國》48期，1985年8月。
- 曹藝：《新生活運動與國民精神總動員試析》。載《民國檔案》，1999年2月。
- 程明修譯述：《蔣介石發動「新生活運動」的思想背景》（簡譯自段瑞聰：《新生活運動の発動の背景について—思想的側面を中心に—》）。載《視野—德國敏斯特大學台灣學人季刊》，第三期，年份待考。
- 鄧元忠：《新生活運動的政治意義闡釋》。載《抗戰前十年國家建設史研討會論文集1928-1937》上冊。臺北：中央研究院近代史研究所，1984年。
- 謝早金：《新生活運動的推行》。載張玉法主編：《中國現代史論集．第八輯．十年建國》。臺北：聯經出版事業公司，1982年。
- 關志鋼、趙哲：《試論新生活運動之緣起》。載《深圳大學學報（人文社會科學版）》，1994年第2期。
- 關志鋼：《新生活運動「復古論」析》。載《江漢論壇》，1998年11月。

其他有關之中文著作
- 鄧文儀：《蔣委員長與新生活運動》。載《文藝復興月刊》第141期，1983年4月。
- 蕭行易：《先總統  蔣公與「新生活運動」》。載《國魂》497期，1987年4月。
- 關國煊：《新生活運動五十周年紀念》。載《傳記文學》44：3，1984年3月。

日文論文
- 段瑞聰：《新生活運動の組織構造と人事—一九三四年二月～一九三七年七月—》，載《法学政治学論究》，第34号，1997年9月。
- 段瑞聰：《新生活運動の発動の背景について—思想的側面を中心に—》，載《法学政治学論究》，第28号，1996年3月。
- 段瑞聰：《蔣介石の権力の浸透と新生活運動—一九三四年を中心に—》，載《法学政治学論究》，第38号，1998年9月。